# Chorthippus cazurroi
Chorthippus cazurroi är en insektsart som först beskrevs av Bolívar, I. 1898.  Chorthippus cazurroi ingår i släktet Chorthippus och familjen gräshoppor. Inga underarter finns listade i Catalogue of Life.